# Cerodontha malaisei
Cerodontha malaisei är en tvåvingeart som beskrevs av Spencer 1981. Cerodontha malaisei ingår i släktet Cerodontha och familjen minerarflugor. Inga underarter finns listade i Catalogue of Life.